# فرودگاه سمرقند
فرودگاه سمرقند (به انگلیسی: Samarkand Airport) (به زبان بومی: Samarqand Xalqaro Aeroporti) یک فرودگاه همگانی با کد یاتا SKD است که یک باند فرود آسفالت دارد و طول باند آن ۳۱۰۰ متر است. این فرودگاه در شهر سمرقند کشور ازبکستان قرار دارد و در ارتفاع ۶۷۸ متری از سطح دریا واقع شده است.

## شرکت‌های هواپیمایی و مقصدهای پروازی
| شرکت‌های هواپیمایی                 | مقصدهای پروازی                          |
| --------------------------------- | --------------------------------------- |
| آئروفلوت                          | شرمتیوو                                 |
| آئروفلوت اجرا توسط روسیه ایرلاینز | پالکوو                                  |
| اورال ایرلاینز                    | یملیانو، دوموده‌دوو، کولتسوو             |
| یوتی‌ایر اوییشن                    | ونوکووا                                 |
| ازبکستان ایرویز                   | قازان، دوموده‌دوو، پالکوو، تاشکند        |
| هواپیمائی آتا                     | فرودگاه بین المللی شهید هاشمی نژاد مشهد |